# 강태호
강태호(음력 1978년 8월 2일 ~)은 대한민국의 MC이자 한국인터넷미디어협회 홍보위원장이다. 2004년 MC 서바이벌에서 입상하여 데뷔했다.

## 수상
- 2004년 KBS MC 서바이벌 장려상
- 2003년 KBS KOREA 한반도유머총집합 우수상
- 2003년 KBS TV오디션 도전60초 스타상